# Heterodrilus uniformis
Heterodrilus uniformis är en ringmaskart som beskrevs av Wang och Erseus 2003. Heterodrilus uniformis ingår i släktet Heterodrilus och familjen glattmaskar. Inga underarter finns listade i Catalogue of Life.